# Lycopus atypicus
Lycopus atypicus är en spindelart som beskrevs av Embrik Strand 1911. Lycopus atypicus ingår i släktet Lycopus och familjen krabbspindlar. Inga underarter finns listade i Catalogue of Life.